# Insights Hub
Insights Hubはモノのインターネット（IoT）のコンテキストでのアプリケーション向けにSiemensによって開発されたサービスソリューションとしての主要な産業用IoTプラットフォーム。   旧サービス名はMindSphere。Insights Hubは運用データを保存し、デジタルアプリケーション（「MindSphereアプリケーション」）を介してアクセスできるようにして、産業顧客が貴重な事実情報に基づいて意思決定を可能にする。 このシステムは、自動生産や車両フリート管理などのアプリケーションで使用される。  
アセットは、補助的なInsights Hub製品（例：データキャプチャユニット、MindConnectIoT2040またはMindConnectNano）は、関連するマシンおよびプラントデータを収集および転送する。 
使用例として、自動車などの移動資産からのリアルタイムのテレメトリデータ、時系列データ、地理データなどがある。これらのデータは、予知保全や新しい分析ツールの開発に使用できる。  

## 概要
Insights Hubは、サービスソリューションとしての産業用IoT（IoT as a Service）であり、あらゆる種類のセンサーデータをリアルタイムで収集および分析可能。 この情報は、バリューチェーン全体だけでなくエンジニアリングチェーンに沿って製品、生産資産、製造プロセスを最適化するために使用できる。  Insights Hubのオープンアプリケーションインターフェース（API）により、機械や設備メーカーに関係なく、機械、プラント、またはフリート全体からデータを取得できる。 これらのインターフェースには、 OPC FoundationのOPCユニファイドアーキテクチャ（ OPC UA ）が含まれる。 　また、OPC UA Pub/Subを標準実装した唯一のIoTプラットフォームである。
顧客が独自のソフトウェアアプリケーションとサービスを作成できるように、Insights Hubにはオープンアプリケーションプログラミングインターフェイス（API）と開発ツールが装備される 。これにより、 OEMは独自のテクノロジーを統合できる。 
Insights Hubは、生産と開発の間の双方向のデータフローを可能にするクローズドフィードバックループの概念に基づいています。 運用データを抽出するために、実際のプラント、機械、および機器をInsights Hubに接続できる。 次に、貴重な情報（たとえば、マシンの「デジタルツイン」）を分析を通じて生データから推定し、次のイノベーションサイクルで製品や生産プロセスおよび環境を最適化するために利用できる。   
2022年7月にはシーメンスのIoT機能をすべて組み合わせたIndustrial Operations Xが発表された。これはITとOTの融合のためのシーメンスのビジョンを示し、IoT（Insights Hub）とエッジソリューション（Industrial Edge）、ローコード、製造機能などを含むモジュール式のポートフォリオとなる予定である。

## Start for Free
Insights Hubのトライアル版としてStart for Freeがリリースされており、どのようにビジネスに価値をもたらすかを迅速に理解できる。　なお、使用方法については製品紹介サイトにてドキュメントのダウンロードが可能である。
シーメンス製のIoTアプリやソリューションを通じてデータから価値を得る場合でも、独自に開発する場合でも、Insights Hubの使い方をステップバイステップで学ぶことができる。また以下３つの特徴がある。
- ダウンロード不要
- 自動課金、サブスクリプションなし
- 時間無制限で無料

またトライアル版から有償版にアップグレードが可能。

## AI for Everyone（誰でも使えるAI）
シーメンスはInsights HubにTangent Works社のInstantML技術を採用し、産業用IoTソリューションの基盤として新しい人工知能機能を搭載した。市民データサイエンティストがIoTデータの価値を活用し、新たなインサイトを生み出せるようにするためのパートナーシップを締結した。
専門知識が不要で、誰でも簡単にAIを活用することができるアプリケーションがリリースされた。

## デジタルツイン
Insights Hub上に蓄積されたデータと生産シミュレーターPlant Simulationを簡単に接続し、製造現場から収集したIoTデータをシミュレーションツールの入力として使用することが可能である。
2022年6月 MG Motor Indiaは、シーメンスと提携し、最先端のデジタル技術を活用して、生産性の向上、エネルギーとコストの削減、排出量の低減を目指すと発表した。"MGは、MindSphereとPlant Simulationをクローズドループのデジタルツインとして使用する世界初の自動車OEMになります。"と同社は声明で述べている。このソフトウェアは、工場の資産＆プロセスを接続し、より合理的な塗装工程への洞察を提供することができ、その結果、将来の前処理と電気塗装の塗装工程を15％増加させることが可能である。

## タイムライン
- 2017年8月–クローズドベータフェーズの終了とMindSphereバージョン2.0のリリース
- 2018年1月-AWS版MindSphereバージョン3.0のリリース [18]
- 2018年5月-Microsoft Azure版MindSphereバージョン3.0のリリース[19]
- 2019年4月-アリババクラウド版MindSphereバージョン3.0のリリース
- 2020年7月-Closed-Loopのデジタルツインをリリース[20]
- 2020年11月-OPC UA Pub/Sub対応[21]
- 2020年11月-MindSphereトライアル版のStart for Freeリリース[22]
- 2021年5月-バーチャルプライベートクラウド版およびオンプレミス版をリリース[23]
- 2022年7月-Industrial Operations Xを発表[11]
- 2023年4月 Insights Hubという名称にリブランディング